# Station Pavilly
Station Pavilly is een spoorwegstation in de Franse gemeente Pavilly.